# جيش الآباء

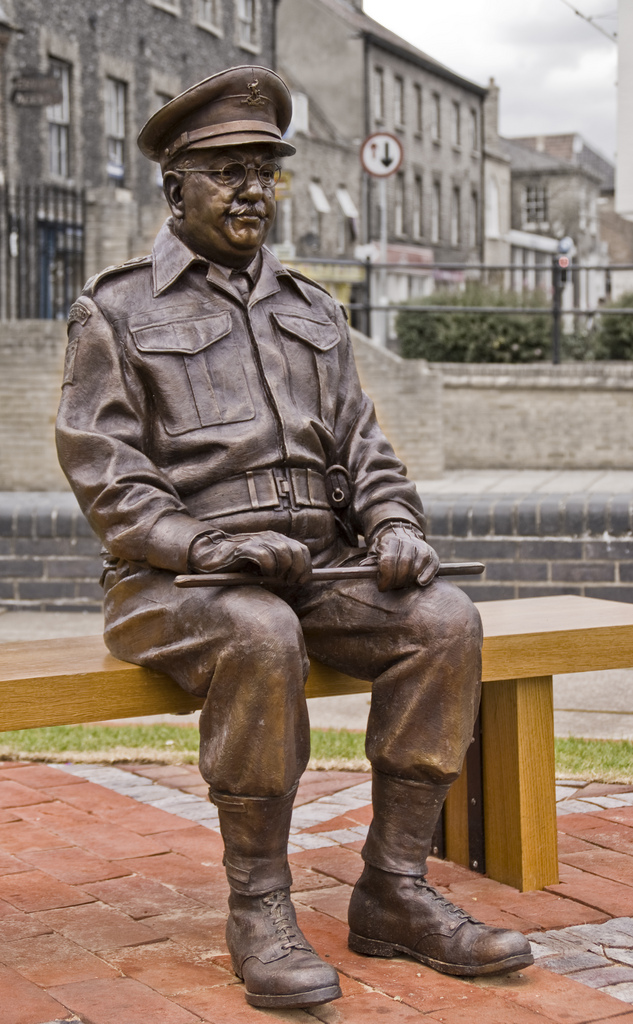
تمثال الكابتن مانويرينغ

 جيش الآباء  من الإنكليزية (Dad's Army) دادس أرمي هو سيت كوم أو كوميديا موقف بريطاني يروي مغامرات مجموعة شبه عسكرية مؤلفة من غير صالحين للخدمة الفعلية. خلال الحرب العالمية الثانية. كتبها جيمي بيري ودايفيد كروفت وعرضت على البي بي سي بين سنتي 1968 و 1977. حوت السلسلة على تسعة أجزاء مؤلفة من ثمانين حلقة إضافة لبرنامج للمذياع، فلم سينمائي وعرض مسرحي. وصل تعداد مشاهدي السلسلة إلى 18 مليونًا وما زالت تعرض في شتى أنحَاء العالم.

الحرس الوطني يتألف من من متطوعين غير كفؤ للخدمة العسكرية عادة بسبب ارتفاع أعمارهم، فقدمت السلسلة عددًا من مخضرمي التلفزيون البريطاني من أمثال أرثر لوو، جون لو ميزوريي، أرنولد ريدلي وجون لوري، كما ضمت مثلين شباب كيان لافندر، كليف دون، فرانك وليامز كما جايمس بيك الذي توفي فجأة خلال الجزء السادس من السلسلة وكولين بين.

## البدايات
كان الاسم الأول المعروض هو «النمور المقاتلة» (The Fighting Tigers) ترتكز قصة جيش الآباء على خبرة الكاتبين الحقيقية كمتطوعين في الحرس الوطني.

## روابط خارجية
- جيش الآباء على موقع IMDb (الإنجليزية)
- جيش الآباء على موقع ميتاكريتيك (الإنجليزية)
- جيش الآباء على موقع روتن توميتوز (الإنجليزية)
- جيش الآباء على موقع نتفليكس (الإنجليزية)
- جيش الآباء على موقع ديسكوغز (الإنجليزية)
- جيش الآباء على موقع كينوبويسك (الروسية)
- جيش الآباء على موقع قاعدة بيانات الفيلم (الإنجليزية)